# Ligue professionnelle féminine de hockey sur gazon 2023-2024
Navigation
Saison 4 Saison 6
La Ligue professionnelle féminine de hockey sur gazon 2023-2024 sera la cinquième saison de la Ligue professionnelle féminine de hockey sur gazon, un championnat de hockey sur gazon pour les équipes nationales féminines. Le tournoi débutera le 6 décembre 2023 et se terminera le 29 juin 2024.

## Équipes qualifiées
Les neuf équipes qui participent à la compétition sont reparties sur base de leurs performances de leur tournoi respectif de la saison dernière à savoir la saison 2022-2023,.
| Compétition                     | Dates                            | Lieu    | Quotas | Qualifiés                                                                                |
| ------------------------------- | -------------------------------- | ------- | ------ | ---------------------------------------------------------------------------------------- |
| Ligue professionnelle 2022-2023 | 4 novembre 2022 - 5 juillet 2023 | Divers  | 7      | Argentine Australie Belgique Chine Allemagne Grande-Bretagne Pays-Bas Nouvelle-Zélande,. |
| Coupe des nations 2022          | 11 - 17 décembre 2022            | Valence | 1      | Inde                                                                                     |
| Réallocation                    | 17 juillet 2023                  | NC      | 1      | États-Unis                                                                               |
| Total                           | Total                            | Total   | 9      |                                                                                          |

## Format

### Compétition
Depuis la saison 2022-2023, l'objectif du format de la compétition est de réduire le nombre de déplacements ainsi que le nombre de disponibilités de joueurs qui laissent une place pour les championnats nationaux avec des mini-tournois réunissant plusieurs équipes pour jouer les unes contre les autres, ainsi qu'un système de promotion/relégation entre le dernier de la Ligue professionnelle et le vainqueur de la Coupe des nations.
Neuf équipes s'affrontent seize fois chacun en un seul groupe, l'équipe gagnante marque trois points, un point pour les deux équipes en cas de partage, un point bonus pour l'équipe gagnante aux tirs au but après partage en temps réglementaire, et l'équipe perdante n'en marque aucun. À l'issue de la saison, l'équipe qui termine neuvième et dernière du classement général sera reléguée à la Coupe des nations 2024-2025.

### Coupe du monde 2026
Sur les neuf équipes de la compétition, sept d'entre elles concourent pour une place directe à la Coupe du monde 2026. Le format de la phase de ligue est celui d'un tournoi toutes rondes : chaque équipe joue deux matchs contre les huit autres équipes du même groupe. À l'issue de la phase de ligue, l'équipe la mieux classée de la compétition se qualifie directement pour la Coupe du monde 2026.
Les lieux de réception ont été dévoilés le 28 avril 2023 tandis que le calendrier des matchs a été dévoilé le 20 juillet 2023,,,.

### Critères de départage
En cas d'égalité de points entre plusieurs équipes, les critères suivants sont appliqués dans l'ordre indiqué pour établir leur classement:
1. Plus grand nombre de victoires,
2. Meilleure différence de buts,
3. Plus grand nombre de buts marqués,
4. Plus grand nombre de points marqués entre les équipes concernées,
5. Plus grand nombre de buts marqués de plein jeu.

## Lieux de réception
Le 28 avril 2023, la Fédération internationale de hockey a désigné les sept lieux de réception pour la cinquième saison de la compétition,.
| \| Santiago del Estero Anvers Londres Bhubaneswar Rourkela Utrecht Amsterdam Légende : · Argentine · Belgique · Angleterre · Inde · Pays-Bas \| Villes hôtes de la FIH Pro League 2023-2024 |
| Santiago del Estero Anvers Londres Bhubaneswar Rourkela Utrecht Amsterdam Légende : · Argentine · Belgique · Angleterre · Inde · Pays-Bas                                                   |

| Santiago del Estero Anvers Londres Bhubaneswar Rourkela Utrecht Amsterdam Légende : · Argentine · Belgique · Angleterre · Inde · Pays-Bas |

## Phase de ligue

### Classement
| Rang               | Équipe          | J  | V  | N | SO | P  | BP | BC | +/- | Pts | Classement mondial FIH | Classement mondial FIH | Classement mondial FIH |
| Rang               | Équipe          | J  | V  | N | SO | P  | BP | BC | +/- | Pts | Avant                  | Après                  | +/-                    |
| ------------------ | --------------- | -- | -- | - | -- | -- | -- | -- | --- | --- | ---------------------- | ---------------------- | ---------------------- |
| Médaille d'or      | Pays-Bas T      | 16 | 15 | 0 | 0  | 1  | 63 | 13 | +50 | 45  | 1                      | 1                      | 0                      |
| Médaille d'argent  | Allemagne       | 16 | 11 | 1 | 0  | 4  | 35 | 23 | +12 | 34  | 5                      | 3                      | +2                     |
| Médaille de bronze | Argentine       | 16 | 10 | 2 | 2  | 4  | 40 | 21 | +19 | 34  | 3                      | 2                      | +1                     |
| 4                  | Belgique        | 16 | 7  | 3 | 2  | 6  | 24 | 27 | -3  | 26  | 4                      | 4                      | 0                      |
| 5                  | Chine           | 16 | 7  | 4 | 0  | 5  | 31 | 29 | +2  | 25  | 10                     | 8                      | +2                     |
| 6                  | Australie       | 16 | 7  | 2 | 1  | 7  | 29 | 29 | 0   | 24  | 2                      | 5                      | -3                     |
| 7                  | Grande-Bretagne | 16 | 3  | 4 | 3  | 9  | 24 | 46 | -22 | 16  | 7                      | 6                      | +1                     |
| 8                  | Inde P          | 16 | 2  | 1 | 1  | 13 | 16 | 38 | -22 | 8   | 6                      | 9                      | -3                     |
| 9                  | États-Unis      | 16 | 1  | 1 | 0  | 14 | 15 | 51 | -36 | 4   | 15                     | 13                     | +2                     |

|  | Nation qualifiée pour la Coupe du monde 2026     |
|  | Nation reléguée à la Coupe des nations 2024-2025 |

### Rencontres
| Match 1               | Argentine                                 | 0 - 0             | Grande-Bretagne                                       | Santiago del Estero Hockey Club, Santiago del Estero                           |                                                                                |
| 6 décembre 2023 19h00 |                                           |                   |                                                       | Arbitrage : Irene Presenqui Ayanna McClean Arbitre vidéo : Jonathan Altamirano | Arbitrage : Irene Presenqui Ayanna McClean Arbitre vidéo : Jonathan Altamirano |
| 6 décembre 2023 19h00 | Rapport                                   |                   |                                                       | Arbitrage : Irene Presenqui Ayanna McClean Arbitre vidéo : Jonathan Altamirano | Arbitrage : Irene Presenqui Ayanna McClean Arbitre vidéo : Jonathan Altamirano |
| 6 décembre 2023 19h00 | Jankunas · Albertarrio · Campoy · Manuele | Tirs au but 2 - 1 | Howard · S. Hamilton · Petter · Martin · K. Robertson | Arbitrage : Irene Presenqui Ayanna McClean Arbitre vidéo : Jonathan Altamirano | Arbitrage : Irene Presenqui Ayanna McClean Arbitre vidéo : Jonathan Altamirano |

| Match 2               | Grande-Bretagne | 0 - 8   | Pays-Bas                                                                         | Santiago del Estero Hockey Club, Santiago del Estero                                 |                                                                                      |
| 7 décembre 2023 19h00 |                 | (0 - 4) | 4e, 14e, 36e Jansen · 15e, 32e Moes · 23e Sanders · 37e Van der Elst · 43e Fokke | Arbitrage : Irene Presenqui Jonathan Altamirano Arbitre vidéo : Germán Montes de Oca | Arbitrage : Irene Presenqui Jonathan Altamirano Arbitre vidéo : Germán Montes de Oca |
| 7 décembre 2023 19h00 | Rapport         |         |                                                                                  | Arbitrage : Irene Presenqui Jonathan Altamirano Arbitre vidéo : Germán Montes de Oca | Arbitrage : Irene Presenqui Jonathan Altamirano Arbitre vidéo : Germán Montes de Oca |

| Match 3               | Argentine    | 1 - 4   | Pays-Bas                                          | Santiago del Estero Hockey Club, Santiago del Estero                           |                                                                                |
| 8 décembre 2023 19h00 | Granatto 18e | (1 - 0) | 50e De Goede · 57e Albers · 59e Burg · 60e Jansen | Arbitrage : Gabriel Labate Jonathan Altamirano Arbitre vidéo : Irene Presenqui | Arbitrage : Gabriel Labate Jonathan Altamirano Arbitre vidéo : Irene Presenqui |
| 8 décembre 2023 19h00 | Rapport      |         |                                                   | Arbitrage : Gabriel Labate Jonathan Altamirano Arbitre vidéo : Irene Presenqui | Arbitrage : Gabriel Labate Jonathan Altamirano Arbitre vidéo : Irene Presenqui |

| Match 4               | Argentine                        | 2 - 1   | Grande-Bretagne | Santiago del Estero Hockey Club, Santiago del Estero                            |                                                                                 |
| 9 décembre 2023 19h00 | Gorzelany 25e · Trinchinetti 47e | (1 - 0) | 34e Howard      | Arbitrage : Irene Presenqui Ayanna McClean Arbitre vidéo : Germán Montes de Oca | Arbitrage : Irene Presenqui Ayanna McClean Arbitre vidéo : Germán Montes de Oca |
| 9 décembre 2023 19h00 | Rapport                          |         |                 | Arbitrage : Irene Presenqui Ayanna McClean Arbitre vidéo : Germán Montes de Oca | Arbitrage : Irene Presenqui Ayanna McClean Arbitre vidéo : Germán Montes de Oca |

| Match 5                | Pays-Bas                                              | 5 - 1   | Grande-Bretagne | Santiago del Estero Hockey Club, Santiago del Estero                                |                                                                                     |
| 10 décembre 2023 19h00 | Matla 10e · Koolen 37e · Burg 47e, 48e · Steensma 55e | (1 - 0) | 47e Petter      | Arbitrage : Germán Montes de Oca Jonathan Altamirano Arbitre vidéo : Ayanna McClean | Arbitrage : Germán Montes de Oca Jonathan Altamirano Arbitre vidéo : Ayanna McClean |
| 10 décembre 2023 19h00 | Rapport                                               |         |                 | Arbitrage : Germán Montes de Oca Jonathan Altamirano Arbitre vidéo : Ayanna McClean | Arbitrage : Germán Montes de Oca Jonathan Altamirano Arbitre vidéo : Ayanna McClean |

| Match 6                | Argentine     | 1 - 7   | Pays-Bas                                                                   | Santiago del Estero Hockey Club, Santiago del Estero                      |                                                                           |
| 11 décembre 2023 19h00 | Gorzelany 58e | (0 - 3) | 3e Jansen · 7e Moes · 10e Fokke · 39e, 49e Matla · 42e Dicke · 45e Sanders | Arbitrage : Federico Silva Ayanna McClean Arbitre vidéo : Irene Presenqui | Arbitrage : Federico Silva Ayanna McClean Arbitre vidéo : Irene Presenqui |
| 11 décembre 2023 19h00 | Rapport       |         |                                                                            | Arbitrage : Federico Silva Ayanna McClean Arbitre vidéo : Irene Presenqui | Arbitrage : Federico Silva Ayanna McClean Arbitre vidéo : Irene Presenqui |

| Match 7              | États-Unis | 0 - 7   | Pays-Bas                                               | Kalinga Stadium, Bhubaneswar                                           |                                                                        |
| 3 février 2024 17h30 |            | (0 - 2) | 13e Fokke · 14e, 35e, 38e, 46e Dicke · 56e, 58e Jansen | Arbitrage : Liu Xiaoying Kelly Hudson Arbitre vidéo : Rawi Anbananthan | Arbitrage : Liu Xiaoying Kelly Hudson Arbitre vidéo : Rawi Anbananthan |
| 3 février 2024 17h30 | Rapport    |         |                                                        | Arbitrage : Liu Xiaoying Kelly Hudson Arbitre vidéo : Rawi Anbananthan | Arbitrage : Liu Xiaoying Kelly Hudson Arbitre vidéo : Rawi Anbananthan |

| Match 8              | Inde        | 1 - 2   | Chine                    | Kalinga Stadium, Bhubaneswar                                      |                                                                   |
| 3 février 2024 19h30 | Vandana 15e | (1 - 0) | 40e Dan W. · 52e Gu B.F. | Arbitrage : Zeke Newman James Unkles Arbitre vidéo : Raghu Prasad | Arbitrage : Zeke Newman James Unkles Arbitre vidéo : Raghu Prasad |
| 3 février 2024 19h30 | Rapport     |         |                          | Arbitrage : Zeke Newman James Unkles Arbitre vidéo : Raghu Prasad | Arbitrage : Zeke Newman James Unkles Arbitre vidéo : Raghu Prasad |

| Match 9              | Chine                          | 3 - 0   | Australie | Kalinga Stadium, Bhubaneswar                                          |                                                                       |
| 4 février 2024 17h30 | Yuan M. 37e, 55e · Yu A.H. 39e | (0 - 0) |           | Arbitrage : Raghu Prasad Rawi Anbananthan Arbitre vidéo : Zeke Newman | Arbitrage : Raghu Prasad Rawi Anbananthan Arbitre vidéo : Zeke Newman |
| 4 février 2024 17h30 | Rapport                        |         |           | Arbitrage : Raghu Prasad Rawi Anbananthan Arbitre vidéo : Zeke Newman | Arbitrage : Raghu Prasad Rawi Anbananthan Arbitre vidéo : Zeke Newman |

| Match 10             | Inde       | 1 - 3   | Pays-Bas                          | Kalinga Stadium, Bhubaneswar                                       |                                                                    |
| 4 février 2024 19h30 | Navneet 9e | (1 - 2) | 3e, 34e Jansen · 21e Van der Elst | Arbitrage : Kelly Hudson Liu Xiaoying Arbitre vidéo : James Unkles | Arbitrage : Kelly Hudson Liu Xiaoying Arbitre vidéo : James Unkles |
| 4 février 2024 19h30 | Rapport    |         |                                   | Arbitrage : Kelly Hudson Liu Xiaoying Arbitre vidéo : James Unkles | Arbitrage : Kelly Hudson Liu Xiaoying Arbitre vidéo : James Unkles |

| Match 11             | Chine          | 1 - 3   | Pays-Bas                 | Kalinga Stadium, Bhubaneswar                                          |                                                                       |
| 6 février 2024 17h30 | Zhong J.Q. 19e | (1 - 2) | 22e, 38e Moes · 25e Veen | Arbitrage : Kelly Hudson Zeke Newman Arbitre vidéo : Rawi Anbananthan | Arbitrage : Kelly Hudson Zeke Newman Arbitre vidéo : Rawi Anbananthan |
| 6 février 2024 17h30 | Rapport        |         |                          | Arbitrage : Kelly Hudson Zeke Newman Arbitre vidéo : Rawi Anbananthan | Arbitrage : Kelly Hudson Zeke Newman Arbitre vidéo : Rawi Anbananthan |

| Match 12             | États-Unis | 0 - 3   | Australie                                    | Kalinga Stadium, Bhubaneswar                                       |                                                                    |
| 6 février 2024 19h30 |            | (0 - 2) | 7e T. Stewart · 23e Kershaw · 37e G. Stewart | Arbitrage : Liu Xiaoying James Unkles Arbitre vidéo : Kelly Hudson | Arbitrage : Liu Xiaoying James Unkles Arbitre vidéo : Kelly Hudson |
| 6 février 2024 19h30 | Rapport    |         |                                              | Arbitrage : Liu Xiaoying James Unkles Arbitre vidéo : Kelly Hudson | Arbitrage : Liu Xiaoying James Unkles Arbitre vidéo : Kelly Hudson |

| Match 13             | Chine                         | 3 - 1   | États-Unis  | Kalinga Stadium, Bhubaneswar                                      |                                                                   |
| 7 février 2024 17h30 | Zou M.R. 8e · Dan W. 26e, 47e | (2 - 0) | 58e Sumfest | Arbitrage : Raghu Prasad Kelly Hudson Arbitre vidéo : Zeke Newman | Arbitrage : Raghu Prasad Kelly Hudson Arbitre vidéo : Zeke Newman |
| 7 février 2024 17h30 | Rapport                       |         |             | Arbitrage : Raghu Prasad Kelly Hudson Arbitre vidéo : Zeke Newman | Arbitrage : Raghu Prasad Kelly Hudson Arbitre vidéo : Zeke Newman |

| Match 14             | Inde    | 0 - 3   | Australie                                   | Kalinga Stadium, Bhubaneswar                                           |                                                                        |
| 7 février 2024 19h30 |         | (0 - 2) | 19e G. Stewart · 23e T. Stewart · 55e Nobbs | Arbitrage : Liu Xiaoying Rawi Anbananthan Arbitre vidéo : James Unkles | Arbitrage : Liu Xiaoying Rawi Anbananthan Arbitre vidéo : James Unkles |
| 7 février 2024 19h30 | Rapport |         |                                             | Arbitrage : Liu Xiaoying Rawi Anbananthan Arbitre vidéo : James Unkles | Arbitrage : Liu Xiaoying Rawi Anbananthan Arbitre vidéo : James Unkles |

| Match 15             | Pays-Bas                                      | 6 - 2   | Australie                       | Kalinga Stadium, Bhubaneswar                                       |                                                                    |
| 9 février 2024 17h30 | Veen 7e, (2x)49e · Matla 9e · Jansen 20e, 39e | (3 - 1) | 28e T. Stewart · 52e G. Stewart | Arbitrage : Kelly Hudson Liu Xiaoying Arbitre vidéo : Raghu Prasad | Arbitrage : Kelly Hudson Liu Xiaoying Arbitre vidéo : Raghu Prasad |
| 9 février 2024 17h30 | Rapport                                       |         |                                 | Arbitrage : Kelly Hudson Liu Xiaoying Arbitre vidéo : Raghu Prasad | Arbitrage : Kelly Hudson Liu Xiaoying Arbitre vidéo : Raghu Prasad |

| Match 16             | Inde                                  | 3 - 1   | États-Unis | Kalinga Stadium, Bhubaneswar                                           |                                                                        |
| 9 février 2024 19h30 | Vandana 9e · Deepika 26e · Salima 56e | (2 - 0) | 42e Caarls | Arbitrage : James Unkles Rawi Anbananthan Arbitre vidéo : Kelly Hudson | Arbitrage : James Unkles Rawi Anbananthan Arbitre vidéo : Kelly Hudson |
| 9 février 2024 19h30 | Rapport                               |         |            | Arbitrage : James Unkles Rawi Anbananthan Arbitre vidéo : Kelly Hudson | Arbitrage : James Unkles Rawi Anbananthan Arbitre vidéo : Kelly Hudson |

| Match 17              | Pays-Bas                                      | 4 - 0   | États-Unis | Birsa Munda International Hockey Stadium, Rourkela                           |                                                                              |
| 12 février 2024 17h30 | Moes 16e · Van der Elst 21e, 56e · Albers 35e | (2 - 0) |            | Arbitrage : Kristy Robertson David Tomlinson Arbitre vidéo : Aleisha Neumann | Arbitrage : Kristy Robertson David Tomlinson Arbitre vidéo : Aleisha Neumann |
| 12 février 2024 17h30 | Rapport                                       |         |            | Arbitrage : Kristy Robertson David Tomlinson Arbitre vidéo : Aleisha Neumann | Arbitrage : Kristy Robertson David Tomlinson Arbitre vidéo : Aleisha Neumann |

| Match 18              | Inde       | 1 - 2   | Chine            | Birsa Munda International Hockey Stadium, Rourkela                        |                                                                           |
| 12 février 2024 19h30 | Sangita 7e | (1 - 1) | 14e, 53e Gu B.F. | Arbitrage : Aleisha Neumann Martin Madden Arbitre vidéo : David Tomlinson | Arbitrage : Aleisha Neumann Martin Madden Arbitre vidéo : David Tomlinson |
| 12 février 2024 19h30 | Rapport    |         |                  | Arbitrage : Aleisha Neumann Martin Madden Arbitre vidéo : David Tomlinson | Arbitrage : Aleisha Neumann Martin Madden Arbitre vidéo : David Tomlinson |

| Match 20              | Australie                    | 2 - 0   | Chine | Birsa Munda International Hockey Stadium, Rourkela                        |                                                                           |
| 14 février 2024 17h30 | G. Stewart 29e · Kershaw 57e | (1 - 0) |       | Arbitrage : Junko Wagatsuma Martin Madden Arbitre vidéo : David Tomlinson | Arbitrage : Junko Wagatsuma Martin Madden Arbitre vidéo : David Tomlinson |
| 14 février 2024 17h30 | Rapport                      |         |       | Arbitrage : Junko Wagatsuma Martin Madden Arbitre vidéo : David Tomlinson | Arbitrage : Junko Wagatsuma Martin Madden Arbitre vidéo : David Tomlinson |

| Match 21              | Inde    | 0 - 1   | Pays-Bas   | Birsa Munda International Hockey Stadium, Rourkela                           |                                                                              |
| 14 février 2024 19h30 |         | (0 - 1) | 27e Albers | Arbitrage : Aleisha Neumann David Tomlinson Arbitre vidéo : Kristy Robertson | Arbitrage : Aleisha Neumann David Tomlinson Arbitre vidéo : Kristy Robertson |
| 14 février 2024 19h30 | Rapport |         |            | Arbitrage : Aleisha Neumann David Tomlinson Arbitre vidéo : Kristy Robertson | Arbitrage : Aleisha Neumann David Tomlinson Arbitre vidéo : Kristy Robertson |

| Match 19              | Argentine                                                                      | 5 - 0   | Belgique | Santiago del Estero Hockey Club, Santiago del Estero                      |                                                                           |
| 14 février 2024 21h30 | Manuele 3e · Di Santo 25e · Albertarrio 40e · Gorzelany 45e · Trinchinetti 47e | (2 - 0) |          | Arbitrage : Maggie Giddens Victoria Pazos Arbitre vidéo : Irene Presenqui | Arbitrage : Maggie Giddens Victoria Pazos Arbitre vidéo : Irene Presenqui |
| 14 février 2024 21h30 | Rapport                                                                        |         |          | Arbitrage : Maggie Giddens Victoria Pazos Arbitre vidéo : Irene Presenqui | Arbitrage : Maggie Giddens Victoria Pazos Arbitre vidéo : Irene Presenqui |

| Match 23              | Australie                                          | 4 - 0   | États-Unis | Birsa Munda International Hockey Stadium, Rourkela                        |                                                                           |
| 15 février 2024 13h30 | Arnott 7e · Brooks 21e · Greiner 30e · Colwill 44e | (3 - 0) |            | Arbitrage : Martin Madden Junko Wagatsuma Arbitre vidéo : David Tomlinson | Arbitrage : Martin Madden Junko Wagatsuma Arbitre vidéo : David Tomlinson |
| 15 février 2024 13h30 | Rapport                                            |         |            | Arbitrage : Martin Madden Junko Wagatsuma Arbitre vidéo : David Tomlinson | Arbitrage : Martin Madden Junko Wagatsuma Arbitre vidéo : David Tomlinson |

| Match 24              | Pays-Bas                                             | 4 - 2   | Chine                     | Birsa Munda International Hockey Stadium, Rourkela                         |                                                                            |
| 15 février 2024 15h30 | Burg 8e · Van der Elst 12e · Jansen 34e · Albers 39e | (2 - 1) | 15e Yu A.H. · 59e Gu B.F. | Arbitrage : Aleisha Neumann Kristy Robertson Arbitre vidéo : Martin Madden | Arbitrage : Aleisha Neumann Kristy Robertson Arbitre vidéo : Martin Madden |
| 15 février 2024 15h30 | Rapport                                              |         |                           | Arbitrage : Aleisha Neumann Kristy Robertson Arbitre vidéo : Martin Madden | Arbitrage : Aleisha Neumann Kristy Robertson Arbitre vidéo : Martin Madden |

| Match 22              | Belgique | 0 - 3   | Allemagne                                       | Santiago del Estero Hockey Club, Santiago del Estero                      |                                                                           |
| 15 février 2024 21h30 |          | (0 - 1) | 14e Zimmermann · 48e Fleschütz · 55e Stoffelsma | Arbitrage : Irene Presenqui Maggie Giddens Arbitre vidéo : Victoria Pazos | Arbitrage : Irene Presenqui Maggie Giddens Arbitre vidéo : Victoria Pazos |
| 15 février 2024 21h30 | Rapport  |         |                                                 | Arbitrage : Irene Presenqui Maggie Giddens Arbitre vidéo : Victoria Pazos | Arbitrage : Irene Presenqui Maggie Giddens Arbitre vidéo : Victoria Pazos |

| Match 25              | Argentine                                     | 3 - 1   | Allemagne  | Santiago del Estero Hockey Club, Santiago del Estero                      |                                                                           |
| 16 février 2024 21h30 | Campoy 23e · Trinchinetti 33e · Gorzelany 57e | (1 - 0) | 49e Lorenz | Arbitrage : Irene Presenqui Victoria Pazos Arbitre vidéo : Maggie Giddens | Arbitrage : Irene Presenqui Victoria Pazos Arbitre vidéo : Maggie Giddens |
| 16 février 2024 21h30 | Rapport                                       |         |            | Arbitrage : Irene Presenqui Victoria Pazos Arbitre vidéo : Maggie Giddens | Arbitrage : Irene Presenqui Victoria Pazos Arbitre vidéo : Maggie Giddens |

| Match 27              | États-Unis | 0 - 2   | Chine                       | Birsa Munda International Hockey Stadium, Rourkela                           |                                                                              |
| 17 février 2024 17h30 |            | (0 - 2) | 7e Ou Z.X. · 19e Zhong J.Q. | Arbitrage : Aleisha Neumann Kristy Robertson Arbitre vidéo : Junko Wagatsuma | Arbitrage : Aleisha Neumann Kristy Robertson Arbitre vidéo : Junko Wagatsuma |
| 17 février 2024 17h30 | Rapport    |         |                             | Arbitrage : Aleisha Neumann Kristy Robertson Arbitre vidéo : Junko Wagatsuma | Arbitrage : Aleisha Neumann Kristy Robertson Arbitre vidéo : Junko Wagatsuma |

| Match 28              | Inde        | 1 - 0   | Australie | Birsa Munda International Hockey Stadium, Rourkela                        |                                                                           |
| 17 février 2024 19h30 | Vandana 34e | (0 - 0) |           | Arbitrage : David Tomlinson Junko Wagatsuma Arbitre vidéo : Martin Madden | Arbitrage : David Tomlinson Junko Wagatsuma Arbitre vidéo : Martin Madden |
| 17 février 2024 19h30 | Rapport     |         |           | Arbitrage : David Tomlinson Junko Wagatsuma Arbitre vidéo : Martin Madden | Arbitrage : David Tomlinson Junko Wagatsuma Arbitre vidéo : Martin Madden |

| Match 26              | Argentine                     | 2 - 0   | Belgique | Santiago del Estero Hockey Club, Santiago del Estero                  |                                                                       |
| 17 février 2024 21h30 | Gorzelany 36e · Toccalino 50e | (0 - 0) |          | Arbitrage : Maggie Giddens Victoria Pazos Arbitre vidéo : Tyler Klenk | Arbitrage : Maggie Giddens Victoria Pazos Arbitre vidéo : Tyler Klenk |
| 17 février 2024 21h30 | Rapport                       |         |          | Arbitrage : Maggie Giddens Victoria Pazos Arbitre vidéo : Tyler Klenk | Arbitrage : Maggie Giddens Victoria Pazos Arbitre vidéo : Tyler Klenk |

| Match 30              | Australie   | 1 - 3   | Pays-Bas            | Birsa Munda International Hockey Stadium, Rourkela                          |                                                                             |
| 18 février 2024 17h30 | Kershaw 20e | (1 - 3) | 2e, 13e, 14e Jansen | Arbitrage : Martin Madden David Tomlinson Arbitre vidéo : Gareth Greenfield | Arbitrage : Martin Madden David Tomlinson Arbitre vidéo : Gareth Greenfield |
| 18 février 2024 17h30 | Rapport     |         |                     | Arbitrage : Martin Madden David Tomlinson Arbitre vidéo : Gareth Greenfield | Arbitrage : Martin Madden David Tomlinson Arbitre vidéo : Gareth Greenfield |

| Match 31              | Inde                                    | 1 - 1             | États-Unis                               | Birsa Munda International Hockey Stadium, Rourkela                           |                                                                              |
| 18 février 2024 19h30 | Deepika 19e                             | (1 - 0)           | 45e Sessa                                | Arbitrage : Aleisha Neumann Junko Wagatsuma Arbitre vidéo : Kristy Robertson | Arbitrage : Aleisha Neumann Junko Wagatsuma Arbitre vidéo : Kristy Robertson |
| 18 février 2024 19h30 | Rapport                                 |                   |                                          | Arbitrage : Aleisha Neumann Junko Wagatsuma Arbitre vidéo : Kristy Robertson | Arbitrage : Aleisha Neumann Junko Wagatsuma Arbitre vidéo : Kristy Robertson |
| 18 février 2024 19h30 | Sangita · Mumtaz · Sonika · Lalremsiami | Tirs au but 2 - 1 | Crouse · Sessa · Tamer · Zimmer · Caarls | Arbitrage : Aleisha Neumann Junko Wagatsuma Arbitre vidéo : Kristy Robertson | Arbitrage : Aleisha Neumann Junko Wagatsuma Arbitre vidéo : Kristy Robertson |

| Match 29              | Allemagne                              | 3 - 1   | Belgique   | Santiago del Estero Hockey Club, Santiago del Estero                  |                                                                       |
| 18 février 2024 21h30 | Kurz 17e · Fleschütz 32e · Strauss 60e | (1 - 0) | 58e Leclef | Arbitrage : Tyler Klenk Victoria Pazos Arbitre vidéo : Maggie Giddens | Arbitrage : Tyler Klenk Victoria Pazos Arbitre vidéo : Maggie Giddens |
| 18 février 2024 21h30 | Rapport                                |         |            | Arbitrage : Tyler Klenk Victoria Pazos Arbitre vidéo : Maggie Giddens | Arbitrage : Tyler Klenk Victoria Pazos Arbitre vidéo : Maggie Giddens |

| Match 32              | Argentine | 0 - 2   | Allemagne            | Santiago del Estero Hockey Club, Santiago del Estero                      |                                                                           |
| 19 février 2024 21h30 |           | (0 - 2) | 13e Huse · 26e Heinz | Arbitrage : Maggie Giddens Benjamin Peters Arbitre vidéo : Victoria Pazos | Arbitrage : Maggie Giddens Benjamin Peters Arbitre vidéo : Victoria Pazos |
| 19 février 2024 21h30 | Rapport   |         |                      | Arbitrage : Maggie Giddens Benjamin Peters Arbitre vidéo : Victoria Pazos | Arbitrage : Maggie Giddens Benjamin Peters Arbitre vidéo : Victoria Pazos |

| Match 33          | Inde    | 0 - 5   | Argentine                                                    | Wilrijkse Plein, Anvers                                                     |                                                                             |
| 22 mai 2024 12h15 |         | (0 - 2) | 13e Gorzelany · 24e Raposo · 41e Miranda · 53e, 59e Jankunas | Arbitrage : Annelize Rostron Kamile Mockaityté Arbitre vidéo : Alison Keogh | Arbitrage : Annelize Rostron Kamile Mockaityté Arbitre vidéo : Alison Keogh |
| 22 mai 2024 12h15 | Rapport |         |                                                              | Arbitrage : Annelize Rostron Kamile Mockaityté Arbitre vidéo : Alison Keogh | Arbitrage : Annelize Rostron Kamile Mockaityté Arbitre vidéo : Alison Keogh |

| Match 34          | Belgique                                           | 5 - 1   | États-Unis | Wilrijkse Plein, Anvers                                                 |                                                                         |
| 22 mai 2024 16h45 | Bonami 19e, 33e, 43e · Raye 35e · Vanden Borre 60e | (1 - 0) | 41e Tamer  | Arbitrage : Alison Keogh Ole Ingwersen Arbitre vidéo : Annelize Rostron | Arbitrage : Alison Keogh Ole Ingwersen Arbitre vidéo : Annelize Rostron |
| 22 mai 2024 16h45 | Rapport                                            |         |            | Arbitrage : Alison Keogh Ole Ingwersen Arbitre vidéo : Annelize Rostron | Arbitrage : Alison Keogh Ole Ingwersen Arbitre vidéo : Annelize Rostron |

| Match 35          | États-Unis                                      | 4 - 5   | Argentine                                                          | Wilrijkse Plein, Anvers                                                  |                                                                          |
| 23 mai 2024 14h15 | Hoffman 9e · Sessa 24e · Yeager 37e · Tamer 54e | (2 - 3) | 9e, 20e Gorzelany · 21e Granatto · 42e Jankunas · 58e Trinchinetti | Arbitrage : Annelize Rostron Raphaël Adrien Arbitre vidéo : Sarah Wilson | Arbitrage : Annelize Rostron Raphaël Adrien Arbitre vidéo : Sarah Wilson |
| 23 mai 2024 14h15 | Rapport                                         |         |                                                                    | Arbitrage : Annelize Rostron Raphaël Adrien Arbitre vidéo : Sarah Wilson | Arbitrage : Annelize Rostron Raphaël Adrien Arbitre vidéo : Sarah Wilson |

| Match 36          | Belgique                       | 2 - 0   | Inde | Wilrijkse Plein, Anvers                                                 |                                                                         |
| 23 mai 2024 18h45 | 'T Serstevens 34e · Dewaet 36e | (0 - 0) |      | Arbitrage : Sarah Wilson Kamile Mockaityté Arbitre vidéo : Alison Keogh | Arbitrage : Sarah Wilson Kamile Mockaityté Arbitre vidéo : Alison Keogh |
| 23 mai 2024 18h45 | Rapport                        |         |      | Arbitrage : Sarah Wilson Kamile Mockaityté Arbitre vidéo : Alison Keogh | Arbitrage : Sarah Wilson Kamile Mockaityté Arbitre vidéo : Alison Keogh |

| Match 37          | Argentine                                    | 4 - 0   | États-Unis | Wilrijkse Plein, Anvers                                            |                                                                    |
| 25 mai 2024 11h45 | Gorzelany 2e · Sauze 14e · Jankunas 45e, 59e | (2 - 0) |            | Arbitrage : Sarah Wilson Alison Keogh Arbitre vidéo : Sean Edwards | Arbitrage : Sarah Wilson Alison Keogh Arbitre vidéo : Sean Edwards |
| 25 mai 2024 11h45 | Rapport                                      |         |            | Arbitrage : Sarah Wilson Alison Keogh Arbitre vidéo : Sean Edwards | Arbitrage : Sarah Wilson Alison Keogh Arbitre vidéo : Sean Edwards |

| Match 38          | Belgique                        | 2 - 1   | Inde        | Wilrijkse Plein, Anvers                                              |                                                                      |
| 25 mai 2024 14h00 | Ballenghien 15e · Blockmans 20e | (2 - 0) | 34e Sangita | Arbitrage : Ole Ingwersen Raphaël Adrien Arbitre vidéo : Ben Göntgen | Arbitrage : Ole Ingwersen Raphaël Adrien Arbitre vidéo : Ben Göntgen |
| 25 mai 2024 14h00 | Rapport                         |         |             | Arbitrage : Ole Ingwersen Raphaël Adrien Arbitre vidéo : Ben Göntgen | Arbitrage : Ole Ingwersen Raphaël Adrien Arbitre vidéo : Ben Göntgen |

| Match 39          | Argentine                               | 3 - 0   | Inde | Wilrijkse Plein, Anvers                                                 |                                                                         |
| 26 mai 2024 11h45 | Di Santo 1e · Campoy 39e · Granatto 47e | (1 - 0) |      | Arbitrage : Alison Keogh Kamile Mockaityté Arbitre vidéo : Sean Edwards | Arbitrage : Alison Keogh Kamile Mockaityté Arbitre vidéo : Sean Edwards |
| 26 mai 2024 11h45 | Rapport                                 |         |      | Arbitrage : Alison Keogh Kamile Mockaityté Arbitre vidéo : Sean Edwards | Arbitrage : Alison Keogh Kamile Mockaityté Arbitre vidéo : Sean Edwards |

| Match 40          | Belgique                  | 2 - 1   | États-Unis  | Wilrijkse Plein, Anvers                                                   |                                                                           |
| 26 mai 2024 14h00 | Raye 8e · Ballenghien 13e | (2 - 1) | 5e Gonzales | Arbitrage : Annelize Rostron Ole Ingwersen Arbitre vidéo : Raphaël Adrien | Arbitrage : Annelize Rostron Ole Ingwersen Arbitre vidéo : Raphaël Adrien |
| 26 mai 2024 14h00 | Rapport                   |         |             | Arbitrage : Annelize Rostron Ole Ingwersen Arbitre vidéo : Raphaël Adrien | Arbitrage : Annelize Rostron Ole Ingwersen Arbitre vidéo : Raphaël Adrien |

| Match 41          | Chine   | 0 - 3   | Argentine                            | Wilrijkse Plein, Anvers                                                     |                                                                             |
| 29 mai 2024 11h45 |         | (0 - 1) | 14e Granatto · 34e, 60e Trinchinetti | Arbitrage : Sarah Wilson Annelize Rostron Arbitre vidéo : Kamile Mockaityté | Arbitrage : Sarah Wilson Annelize Rostron Arbitre vidéo : Kamile Mockaityté |
| 29 mai 2024 11h45 | Rapport |         |                                      | Arbitrage : Sarah Wilson Annelize Rostron Arbitre vidéo : Kamile Mockaityté | Arbitrage : Sarah Wilson Annelize Rostron Arbitre vidéo : Kamile Mockaityté |

| Match 42          | Belgique                                                                   | 2 - 2             | Australie                                                | Wilrijkse Plein, Anvers                                                 |                                                                         |
| 29 mai 2024 16h30 | Vanden Borre 19e · Gerniers 60e                                            | (1 - 1)           | 8e Claxton · 58e Peris                                   | Arbitrage : Alison Keogh Kamile Mockaityté Arbitre vidéo : Sarah Wilson | Arbitrage : Alison Keogh Kamile Mockaityté Arbitre vidéo : Sarah Wilson |
| 29 mai 2024 16h30 | Rapport                                                                    |                   |                                                          | Arbitrage : Alison Keogh Kamile Mockaityté Arbitre vidéo : Sarah Wilson | Arbitrage : Alison Keogh Kamile Mockaityté Arbitre vidéo : Sarah Wilson |
| 29 mai 2024 16h30 | Versavel · Englebert · Blockmans · Ballenghien · Breyne · ---- · Englebert | Tirs au but 3 - 2 | Peris · Kershaw · Malone · Nobbs · Lawton · ---- · Peris | Arbitrage : Alison Keogh Kamile Mockaityté Arbitre vidéo : Sarah Wilson | Arbitrage : Alison Keogh Kamile Mockaityté Arbitre vidéo : Sarah Wilson |

| Match 43          | Australie | 0 - 5   | Argentine                                                                    | Wilrijkse Plein, Anvers                                                 |                                                                         |
| 30 mai 2024 14h15 |           | (0 - 1) | 21e Antoniazzi · 41e Casas · 46e Granatto · 50e Trinchinetti · 54e Gorzelany | Arbitrage : Sarah Wilson Ole Ingwersen Arbitre vidéo : Annelize Rostron | Arbitrage : Sarah Wilson Ole Ingwersen Arbitre vidéo : Annelize Rostron |
| 30 mai 2024 14h15 | Rapport   |         |                                                                              | Arbitrage : Sarah Wilson Ole Ingwersen Arbitre vidéo : Annelize Rostron | Arbitrage : Sarah Wilson Ole Ingwersen Arbitre vidéo : Annelize Rostron |

| Match 44          | Belgique                                                                    | 1 - 1             | Chine                                                                         | Wilrijkse Plein, Anvers                                                 |                                                                         |
| 30 mai 2024 19h00 | Versavel 20e                                                                | (1 - 0)           | 50e Zhang X.X.                                                                | Arbitrage : Ben Göntgen Kamile Mockaityté Arbitre vidéo : Ole Ingwersen | Arbitrage : Ben Göntgen Kamile Mockaityté Arbitre vidéo : Ole Ingwersen |
| 30 mai 2024 19h00 | Rapport                                                                     |                   |                                                                               | Arbitrage : Ben Göntgen Kamile Mockaityté Arbitre vidéo : Ole Ingwersen | Arbitrage : Ben Göntgen Kamile Mockaityté Arbitre vidéo : Ole Ingwersen |
| 30 mai 2024 19h00 | Hillewaert · D. Marien · Rasir · Bonami · Dewaet · ---- · D. Marien · Rasir | Tirs au but 4 - 3 | Liu C.C. · Zhang Y. · Zou M.R. · Li H. · Zhang X.X. · ---- · Liu C.C. · Li H. | Arbitrage : Ben Göntgen Kamile Mockaityté Arbitre vidéo : Ole Ingwersen | Arbitrage : Ben Göntgen Kamile Mockaityté Arbitre vidéo : Ole Ingwersen |

| Match 45            | Argentine | 0 - 1   | Australie  | Wilrijkse Plein, Anvers                                                  |                                                                          |
| 1er juin 2024 11h45 |           | (0 - 0) | 47e Squibb | Arbitrage : Sarah Wilson Kamile Mockaityté Arbitre vidéo : Ole Ingwersen | Arbitrage : Sarah Wilson Kamile Mockaityté Arbitre vidéo : Ole Ingwersen |
| 1er juin 2024 11h45 | Rapport   |         |            | Arbitrage : Sarah Wilson Kamile Mockaityté Arbitre vidéo : Ole Ingwersen | Arbitrage : Sarah Wilson Kamile Mockaityté Arbitre vidéo : Ole Ingwersen |

| Match 46            | Grande-Bretagne                         | 3 - 2   | États-Unis                | Lee Valley Hockey & Tennis Centre, Londres                                 |                                                                            |
| 1er juin 2024 14h30 | Owsley 17e · Balsdon 37e · Crackles 44e | (1 - 1) | 10e Yeager · 54e Gladieux | Arbitrage : Magali Sergeant Laurine Delforge Arbitre vidéo : Ahmed Elsayed | Arbitrage : Magali Sergeant Laurine Delforge Arbitre vidéo : Ahmed Elsayed |
| 1er juin 2024 14h30 | Rapport                                 |         |                           | Arbitrage : Magali Sergeant Laurine Delforge Arbitre vidéo : Ahmed Elsayed | Arbitrage : Magali Sergeant Laurine Delforge Arbitre vidéo : Ahmed Elsayed |

| Match 47            | Belgique        | 1 - 2   | Chine                   | Wilrijkse Plein, Anvers                                                    |                                                                            |
| 1er juin 2024 16h15 | Ballenghien 41e | (0 - 1) | 16e Ou Z.X. · 43e Ma N. | Arbitrage : Raphaël Adrien Ole Ingwersen Arbitre vidéo : Kamile Mockaityté | Arbitrage : Raphaël Adrien Ole Ingwersen Arbitre vidéo : Kamile Mockaityté |
| 1er juin 2024 16h15 | Rapport         |         |                         | Arbitrage : Raphaël Adrien Ole Ingwersen Arbitre vidéo : Kamile Mockaityté | Arbitrage : Raphaël Adrien Ole Ingwersen Arbitre vidéo : Kamile Mockaityté |

| Match 48            | Allemagne                                     | 3 - 1   | Inde        | Lee Valley Hockey & Tennis Centre, Londres                              |                                                                         |
| 1er juin 2024 17h15 | Stapenhorst 13e · Zimmermann 24e · Lorenz 37e | (2 - 1) | 23e Deepika | Arbitrage : Cookie Tan Ivona Makar Arbitre vidéo : Sébastien Michielsen | Arbitrage : Cookie Tan Ivona Makar Arbitre vidéo : Sébastien Michielsen |
| 1er juin 2024 17h15 | Rapport                                       |         |             | Arbitrage : Cookie Tan Ivona Makar Arbitre vidéo : Sébastien Michielsen | Arbitrage : Cookie Tan Ivona Makar Arbitre vidéo : Sébastien Michielsen |

| Match 50          | Belgique                  | 2 - 1   | Australie  | Wilrijkse Plein, Anvers                                                  |                                                                          |
| 2 juin 2024 14h00 | Gerniers 28e · Bonami 50e | (1 - 1) | 17e Arnott | Arbitrage : Sean Edwards Kamile Mockaityté Arbitre vidéo : Ole Ingwersen | Arbitrage : Sean Edwards Kamile Mockaityté Arbitre vidéo : Ole Ingwersen |
| 2 juin 2024 14h00 | Rapport                   |         |            | Arbitrage : Sean Edwards Kamile Mockaityté Arbitre vidéo : Ole Ingwersen | Arbitrage : Sean Edwards Kamile Mockaityté Arbitre vidéo : Ole Ingwersen |

| Match 49          | Grande-Bretagne            | 3 - 2   | Inde                       | Lee Valley Hockey & Tennis Centre, Londres                            |                                                                       |
| 2 juin 2024 14h30 | Watson 5e, 7e · Petter 57e | (2 - 0) | 34e Navneet · 56e Sharmila | Arbitrage : Cookie Tan Michiel Otten Arbitre vidéo : Laurine Delforge | Arbitrage : Cookie Tan Michiel Otten Arbitre vidéo : Laurine Delforge |
| 2 juin 2024 14h30 | Rapport                    |         |                            | Arbitrage : Cookie Tan Michiel Otten Arbitre vidéo : Laurine Delforge | Arbitrage : Cookie Tan Michiel Otten Arbitre vidéo : Laurine Delforge |

| Match 51          | Allemagne               | 2 - 1   | États-Unis | Lee Valley Hockey & Tennis Centre, Londres                           |                                                                      |
| 2 juin 2024 17h15 | Nolte 49e · Strauss 51e | (0 - 1) | 8e Yeager  | Arbitrage : Ivona Makar Ahmed Elsayed Arbitre vidéo : Coen van Bunge | Arbitrage : Ivona Makar Ahmed Elsayed Arbitre vidéo : Coen van Bunge |
| 2 juin 2024 17h15 | Rapport                 |         |            | Arbitrage : Ivona Makar Ahmed Elsayed Arbitre vidéo : Coen van Bunge | Arbitrage : Ivona Makar Ahmed Elsayed Arbitre vidéo : Coen van Bunge |

| Match 52          | Argentine                                                    | 1 - 1             | Chine                                                             | Wilrijkse Plein, Anvers                                                 |                                                                         |
| 2 juin 2024 18h30 | Gorzelany 60e                                                | (0 - 1)           | 29e Zou M.R.                                                      | Arbitrage : Alison Keogh Ole Ingwersen Arbitre vidéo : Annelize Rostron | Arbitrage : Alison Keogh Ole Ingwersen Arbitre vidéo : Annelize Rostron |
| 2 juin 2024 18h30 | Rapport                                                      |                   |                                                                   | Arbitrage : Alison Keogh Ole Ingwersen Arbitre vidéo : Annelize Rostron | Arbitrage : Alison Keogh Ole Ingwersen Arbitre vidéo : Annelize Rostron |
| 2 juin 2024 18h30 | Díaz · Jankunas · Thome · Albertarrio · Raposo · ---- · Díaz | Tirs au but 3 - 2 | He J.X. · Chen Yi · Dan W. · Fan Y.X. · Liu C.C. · ---- · He J.X. | Arbitrage : Alison Keogh Ole Ingwersen Arbitre vidéo : Annelize Rostron | Arbitrage : Alison Keogh Ole Ingwersen Arbitre vidéo : Annelize Rostron |

| Match 53          | Grande-Bretagne | 4 - 4             | Chine | Lee Valley Hockey & Tennis Centre, Londres                             |                                                                        |
| 5 juin 2024 11h00 | Petter 20e · S. Hamilton 23e · S. Robertson 46e · Balsdon 56e                                                                               | (2 - 2)           | 5e Ma N. · 28e Tan J.Z. · 55e, 58e Gu B.F.                                                                                        | Arbitrage : Laurine Delforge Ivona Makar Arbitre vidéo : Martin Madden | Arbitrage : Laurine Delforge Ivona Makar Arbitre vidéo : Martin Madden |
| 5 juin 2024 11h00 | Rapport |                   | | Arbitrage : Laurine Delforge Ivona Makar Arbitre vidéo : Martin Madden | Arbitrage : Laurine Delforge Ivona Makar Arbitre vidéo : Martin Madden |
| 5 juin 2024 11h00 | Howard · S. Hamilton · Petter · Crackles · Costello · ---- · Crackles · Petter · S. Hamilton · Howard · Costello · ---- · Crackles · Petter | Tirs au but 6 - 5 | Chen Yi · Zou M.R. · Li H. · Ma N. · Chen Ya. · ---- · Zou M.R. · Li H. · Ma N. · Chen Yi · Chen Ya. · ---- · Zou M.R. · Chen Ya. | Arbitrage : Laurine Delforge Ivona Makar Arbitre vidéo : Martin Madden | Arbitrage : Laurine Delforge Ivona Makar Arbitre vidéo : Martin Madden |

| Match 54          | États-Unis | 0 - 2   | Allemagne                    | Lee Valley Hockey & Tennis Centre, Londres                               |                                                                          |
| 5 juin 2024 15h30 |            | (0 - 1) | 20e Stapenhorst · 43e Lorenz | Arbitrage : Coen van Bunge Magali Sargeant Arbitre vidéo : Michiel Otten | Arbitrage : Coen van Bunge Magali Sargeant Arbitre vidéo : Michiel Otten |
| 5 juin 2024 15h30 | Rapport    |         |                              | Arbitrage : Coen van Bunge Magali Sargeant Arbitre vidéo : Michiel Otten | Arbitrage : Coen van Bunge Magali Sargeant Arbitre vidéo : Michiel Otten |

| Match 55          | Chine                     | 2 - 3   | Allemagne                                      | Lee Valley Hockey & Tennis Centre, Londres                                     |                                                                                |
| 6 juin 2024 12h00 | Yu A.H. 16e · Gu B.F. 45e | (1 - 1) | 11e Stapenhorst · 47e Zimmermann · 55e Strauss | Arbitrage : Martin Madden Magali Sergeant Arbitre vidéo : Sébastien Michielsen | Arbitrage : Martin Madden Magali Sergeant Arbitre vidéo : Sébastien Michielsen |
| 6 juin 2024 12h00 | Rapport                   |         |                                                | Arbitrage : Martin Madden Magali Sergeant Arbitre vidéo : Sébastien Michielsen | Arbitrage : Martin Madden Magali Sergeant Arbitre vidéo : Sébastien Michielsen |

| Match 56          | Grande-Bretagne | 1 - 3   | États-Unis                            | Lee Valley Hockey & Tennis Centre, Londres                                  |                                                                             |
| 6 juin 2024 17h45 | K. Robertson 6e | (1 - 1) | 20e Rodgers · 52e Sessa · 56e Sholder | Arbitrage : Cookie Tan Sébastien Michielsen Arbitre vidéo : Magali Sergeant | Arbitrage : Cookie Tan Sébastien Michielsen Arbitre vidéo : Magali Sergeant |
| 6 juin 2024 17h45 | Rapport         |         |                                       | Arbitrage : Cookie Tan Sébastien Michielsen Arbitre vidéo : Magali Sergeant | Arbitrage : Cookie Tan Sébastien Michielsen Arbitre vidéo : Magali Sergeant |

| Match 57          | Inde                      | 2 - 4   | Allemagne                             | Lee Valley Hockey & Tennis Centre, Londres                                      |                                                                                 |
| 8 juin 2024 10h00 | Sunelita 9e · Deepika 15e | (2 - 1) | 23e, 32e Huse · 51e Kurz · 55e Bleuel | Arbitrage : Sébastien Michielsen Magali Sergeant Arbitre vidéo : Coen van Bunge | Arbitrage : Sébastien Michielsen Magali Sergeant Arbitre vidéo : Coen van Bunge |
| 8 juin 2024 10h00 | Rapport                   |         |                                       | Arbitrage : Sébastien Michielsen Magali Sergeant Arbitre vidéo : Coen van Bunge | Arbitrage : Sébastien Michielsen Magali Sergeant Arbitre vidéo : Coen van Bunge |

| Match 58          | Grande-Bretagne | 0 - 3   | Australie                    | Lee Valley Hockey & Tennis Centre, Londres                       |                                                                  |
| 8 juin 2024 12h15 |                 | (0 - 1) | 22e Peris · 39e, 45e Greiner | Arbitrage : Cookie Tan Michiel Otten Arbitre vidéo : Ivona Makar | Arbitrage : Cookie Tan Michiel Otten Arbitre vidéo : Ivona Makar |
| 8 juin 2024 12h15 | Rapport         |         |                              | Arbitrage : Cookie Tan Michiel Otten Arbitre vidéo : Ivona Makar | Arbitrage : Cookie Tan Michiel Otten Arbitre vidéo : Ivona Makar |

| Match 59          | Allemagne                                          | 2 - 2             | Australie                                   | Lee Valley Hockey & Tennis Centre, Londres                            |                                                                       |
| 9 juin 2024 10h00 | Granitzki 36e · Lorenz 39e                         | (0 - 0)           | 45e T. Stewart · 51e Claxton                | Arbitrage : Laurine Delforge Cookie Tan Arbitre vidéo : Ahmed Elsayed | Arbitrage : Laurine Delforge Cookie Tan Arbitre vidéo : Ahmed Elsayed |
| 9 juin 2024 10h00 | Rapport                                            |                   |                                             | Arbitrage : Laurine Delforge Cookie Tan Arbitre vidéo : Ahmed Elsayed | Arbitrage : Laurine Delforge Cookie Tan Arbitre vidéo : Ahmed Elsayed |
| 9 juin 2024 10h00 | Weidemann · Wenzel · Strauss · Zimmermann · Lorenz | Tirs au but 3 - 4 | Kershaw · Peris · Williams · Lawton · Nobbs | Arbitrage : Laurine Delforge Cookie Tan Arbitre vidéo : Ahmed Elsayed | Arbitrage : Laurine Delforge Cookie Tan Arbitre vidéo : Ahmed Elsayed |

| Match 60          | Grande-Bretagne              | 3 - 2   | Inde                          | Lee Valley Hockey & Tennis Centre, Londres                                   |                                                                              |
| 9 juin 2024 12h15 | Watson 3e · Balsdon 56e, 58e | (1 - 2) | 14e Lalremsiami · 23e Navneet | Arbitrage : Ivona Makar Magali Sergeant Arbitre vidéo : Sébastien Michielsen | Arbitrage : Ivona Makar Magali Sergeant Arbitre vidéo : Sébastien Michielsen |
| 9 juin 2024 12h15 | Rapport                      |         |                               | Arbitrage : Ivona Makar Magali Sergeant Arbitre vidéo : Sébastien Michielsen | Arbitrage : Ivona Makar Magali Sergeant Arbitre vidéo : Sébastien Michielsen |

| Match 61           | Grande-Bretagne                         | 3 - 3             | Chine                                            | Lee Valley Hockey & Tennis Centre, Londres                              |                                                                         |
| 11 juin 2024 13h15 | Howard 5e · Toman 27e · Watson 49e      | (2 - 0)           | 37e Zou M.R. · 58e Ma N. · 59e Zhong J.Q.        | Arbitrage : Cookie Tan Laurine Delforge Arbitre vidéo : Magali Sergeant | Arbitrage : Cookie Tan Laurine Delforge Arbitre vidéo : Magali Sergeant |
| 11 juin 2024 13h15 | Rapport                                 |                   |                                                  | Arbitrage : Cookie Tan Laurine Delforge Arbitre vidéo : Magali Sergeant | Arbitrage : Cookie Tan Laurine Delforge Arbitre vidéo : Magali Sergeant |
| 11 juin 2024 13h15 | Walker · Howard · Owsley · S. Robertson | Tirs au but 2 - 1 | Zou M.R. · Ma N. · Fan Y.X. · He J.X. · Chen Ya. | Arbitrage : Cookie Tan Laurine Delforge Arbitre vidéo : Magali Sergeant | Arbitrage : Cookie Tan Laurine Delforge Arbitre vidéo : Magali Sergeant |

| Match 62           | Australie                | 2 - 3   | Allemagne                               | Lee Valley Hockey & Tennis Centre, Londres                            |                                                                       |
| 11 juin 2024 17h45 | Arnott 52e · Kershaw 56e | (0 - 1) | 3e Stapenhorst · 36e Lorenz · 39e Nolte | Arbitrage : Ivona Makar Magali Sergeant Arbitre vidéo : Martin Madden | Arbitrage : Ivona Makar Magali Sergeant Arbitre vidéo : Martin Madden |
| 11 juin 2024 17h45 | Rapport                  |         |                                         | Arbitrage : Ivona Makar Magali Sergeant Arbitre vidéo : Martin Madden | Arbitrage : Ivona Makar Magali Sergeant Arbitre vidéo : Martin Madden |

| Match 63           | Chine                           | 3 - 1   | Allemagne      | Lee Valley Hockey & Tennis Centre, Londres                          |                                                                     |
| 12 juin 2024 14h15 | Zhang Y. 27e, 60e · Chen Yi 42e | (1 - 0) | 37e Stoffelsma | Arbitrage : Laurine Delforge Ivona Makar Arbitre vidéo : Cookie Tan | Arbitrage : Laurine Delforge Ivona Makar Arbitre vidéo : Cookie Tan |
| 12 juin 2024 14h15 | Rapport                         |         |                | Arbitrage : Laurine Delforge Ivona Makar Arbitre vidéo : Cookie Tan | Arbitrage : Laurine Delforge Ivona Makar Arbitre vidéo : Cookie Tan |

| Match 64           | Grande-Bretagne         | 2 - 3   | Australie                               | Lee Valley Hockey & Tennis Centre, Londres                              |                                                                         |
| 12 juin 2024 20h00 | Balsdon 5e · Howard 39e | (1 - 2) | 20e G. Stewart · 30e Peris · 52e Malone | Arbitrage : Magali Sargeant Cookie Tan Arbitre vidéo : Laurine Delforge | Arbitrage : Magali Sargeant Cookie Tan Arbitre vidéo : Laurine Delforge |
| 12 juin 2024 20h00 | Rapport                 |         |                                         | Arbitrage : Magali Sargeant Cookie Tan Arbitre vidéo : Laurine Delforge | Arbitrage : Magali Sargeant Cookie Tan Arbitre vidéo : Laurine Delforge |

| Match 65           | Pays-Bas                               | 4 - 0   | Allemagne | SV Kampong, Utrecht                                                      |                                                                          |
| 22 juin 2024 16h00 | Jansen 8e, 46e · Fokke 17e · Matla 48e | (2 - 0) |           | Arbitrage : Rachel Williams Wanri Venter Arbitre vidéo : Hannah Harrison | Arbitrage : Rachel Williams Wanri Venter Arbitre vidéo : Hannah Harrison |
| 22 juin 2024 16h00 | Rapport                                |         |           | Arbitrage : Rachel Williams Wanri Venter Arbitre vidéo : Hannah Harrison | Arbitrage : Rachel Williams Wanri Venter Arbitre vidéo : Hannah Harrison |

| Match 66           | Grande-Bretagne | 0 - 2   | Allemagne                 | SV Kampong, Utrecht                                                 |                                                                     |
| 24 juin 2024 15h00 |                 | (0 - 2) | 14e Lorenz · 23e Schröder | Arbitrage : Sandra Adell Wavri Venter Arbitre vidéo : Ayden Shrives | Arbitrage : Sandra Adell Wavri Venter Arbitre vidéo : Ayden Shrives |
| 24 juin 2024 15h00 | Rapport         |         |                           | Arbitrage : Sandra Adell Wavri Venter Arbitre vidéo : Ayden Shrives | Arbitrage : Sandra Adell Wavri Venter Arbitre vidéo : Ayden Shrives |

| Match 67           | Pays-Bas         | 1 - 2   | Belgique                         | SV Kampong, Utrecht                                                           |                                                                               |
| 24 juin 2024 20h00 | Van der Elst 26e | (1 - 0) | 45e Englebert · 53e Vanden Borre | Arbitrage : Sophie Bockelmann Rachel Williams Arbitre vidéo : Hannah Harrison | Arbitrage : Sophie Bockelmann Rachel Williams Arbitre vidéo : Hannah Harrison |
| 24 juin 2024 20h00 | Rapport          |         |                                  | Arbitrage : Sophie Bockelmann Rachel Williams Arbitre vidéo : Hannah Harrison | Arbitrage : Sophie Bockelmann Rachel Williams Arbitre vidéo : Hannah Harrison |

| Match 68           | Grande-Bretagne | 1 - 2   | Belgique                      | SV Kampong, Utrecht                                                 |                                                                     |
| 25 juin 2024 17h30 | Watson 6e       | (1 - 2) | 2e Ballenghien · 9e Blockmans | Arbitrage : Ayden Shrives Sandra Adell Arbitre vidéo : Wavri Venter | Arbitrage : Ayden Shrives Sandra Adell Arbitre vidéo : Wavri Venter |
| 25 juin 2024 17h30 | Rapport         |         |                               | Arbitrage : Ayden Shrives Sandra Adell Arbitre vidéo : Wavri Venter | Arbitrage : Ayden Shrives Sandra Adell Arbitre vidéo : Wavri Venter |

| Match 69           | Allemagne                                                  | 4 - 1   | Grande-Bretagne | Wagener Stadium, Amsterdam                                                 |                                                                            |
| 27 juin 2024 14h00 | Nolte 20e · Davidsmeyer 23e · Stapenhorst 54e · Lorenz 59e | (2 - 0) | 59e Ansley      | Arbitrage : Spohie Bockelmann Hannah Harrison Arbitre vidéo : Sandra Adell | Arbitrage : Spohie Bockelmann Hannah Harrison Arbitre vidéo : Sandra Adell |
| 27 juin 2024 14h00 | Rapport                                                    |         |                 | Arbitrage : Spohie Bockelmann Hannah Harrison Arbitre vidéo : Sandra Adell | Arbitrage : Spohie Bockelmann Hannah Harrison Arbitre vidéo : Sandra Adell |

| Match 70           | Pays-Bas       | 2 - 1   | Belgique         | Wagener Stadium, Amsterdam                                              |                                                                         |
| 28 juin 2024 19h00 | Jansen 6e, 27e | (2 - 0) | 42e Vanden Borre | Arbitrage : Sandra Adell Hannah Harrison Arbitre vidéo : Rachel Willams | Arbitrage : Sandra Adell Hannah Harrison Arbitre vidéo : Rachel Willams |
| 28 juin 2024 19h00 | Rapport        |         |                  | Arbitrage : Sandra Adell Hannah Harrison Arbitre vidéo : Rachel Willams | Arbitrage : Sandra Adell Hannah Harrison Arbitre vidéo : Rachel Willams |

| Match 71           | Belgique                                     | 1 - 1             | Grande-Bretagne                                  | Wagener Stadium, Amsterdam                                          |                                                                     |
| 29 juin 2024 16h30 | Englebert 33e                                | (0 - 1)           | 14e S. Hamilton                                  | Arbitrage : Wanri Venter Sandra Adell Arbitre vidéo : Ayden Shrives | Arbitrage : Wanri Venter Sandra Adell Arbitre vidéo : Ayden Shrives |
| 29 juin 2024 16h30 | Rapport                                      |                   |                                                  | Arbitrage : Wanri Venter Sandra Adell Arbitre vidéo : Ayden Shrives | Arbitrage : Wanri Venter Sandra Adell Arbitre vidéo : Ayden Shrives |
| 29 juin 2024 16h30 | Gerniers · Hillewaert · Vandermeiren · Bélis | Tirs au but 2 - 4 | S. Hamilton · Watson · Petter · Toman · Costello | Arbitrage : Wanri Venter Sandra Adell Arbitre vidéo : Ayden Shrives | Arbitrage : Wanri Venter Sandra Adell Arbitre vidéo : Ayden Shrives |

| Match 72           | Pays-Bas     | 1 - 0   | Allemagne | Wagener Stadium, Amsterdam                                               |                                                                          |
| 29 juin 2024 19h00 | De Waard 47e | (0 - 0) |           | Arbitrage : Hannah Harrison Rachel Williams Arbitre vidéo : Wanri Venter | Arbitrage : Hannah Harrison Rachel Williams Arbitre vidéo : Wanri Venter |
| 29 juin 2024 19h00 | Rapport      |         |           | Arbitrage : Hannah Harrison Rachel Williams Arbitre vidéo : Wanri Venter | Arbitrage : Hannah Harrison Rachel Williams Arbitre vidéo : Wanri Venter |